# Paul-Henri-Benjamin d'Estournelles de Constant

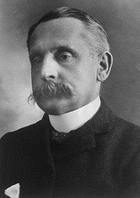
Paul-Henri-Benjamin d'Estournelles de Constant

Paul-Henri-Benjamin Baluet d'Estournelles, baron de Constant de Rébecque (22.11.1852 – 15.5.1924), là một chính trị gia, nhà ngoại giao người Pháp và là người ủng hộ việc trọng tài quốc tế. Ông đã được thưởng giải Nobel Hòa bình năm 1909 cùng với người Bỉ Auguste Beernaert.
Ông sinh tại La Flèche (Sarthe) trong vùng thung lũng Loire, trong một gia đình dòng quý tộc có nguồn gốc từ thời Thập tự chinh; là cháu gọi chính trị gia kiêm nhà văn nổi tiếng trong thời Cách mạng Pháp Benjamin Constant là ông chú.
Sau khi học luật học và ngôn ngữ phương đông ở trường Lycée Louis-le-Grand tại Paris, Estournelles de Constant gia nhập ngành ngoại giao năm 1876.
Estournelles de Constant đã đảm nhiệm các chức vụ ngoại giao của Pháp tại Montenegro, đế quốc Ottoman, Hà Lan, Vương quốc Anh và Tunisia. Năm 1882 ông trở lại Paris làm phụ tá giám đốc phòng Cận Đông của Bộ ngoại giao Pháp. Năm 1890 ông làm đại biện lâm thời của Pháp ở London, nơi ông đóng một vai trò trong việc ngăn chặn chiến tranh với Anh về các tranh chấp thuộc địa.
Bị thất vọng vì các hạn chế trong công tác ngoại giao, ông ra ứng cử và trúng cử vào Hạ nghị viện Pháp năm 1895. Năm 1904 Estournelles de Constant trúng cử vào Thượng nghị viện và làm việc ở đây cho tới khi chấm dứt sự nghiệp, năm 1924.
Trong cương vị dân biểu và Thượng nghị sĩ, Estournelles de Constant quan tâm tới các vấn đề thuộc địa, kiên định chống đối chính sách thực dân của Đệ tam Cộng hòa Pháp. Ông đã ủng hộ việc bãi bỏ các ghế đại biểu của thuộc địa trong Nghị viện Pháp, đưa ra chính sách thiết lập các nước bảo hộ cho chương trình đồng hóa văn hóa các thuộc địa. Đặc biệt, ông chống đối dữ dội việc thiết lập chế độ cai trị thuộc địa ở Madagascar và việc chia cắt Trung quốc của các cường quốc. Về đối nội, ông quan tâm đặc biệt tới cái mà thuật ngữ ngày nay gọi là các "xúc phạm thuần phong mỹ tục" (outrages aux bonnes mœurs).

Về mặt khác, ông biện hộ cho việc đặt di hài Émile Zola trong điện Panthéon vì phần đóng góp của Zola trong vụ án Dreyfus.
Dù vậy, trên hết, Estournelles de Constant hiến thân cho sự nghiệp cải thiện các quan hệ quốc tế. Ông cũng là thành viên của Tòa án Trọng tài thường trực (Permanent Court of Arbitration) từ năm 1900. Ông đã đại diện nước Pháp ở cả hai Hội nghị Hòa bình Den Haag (1898 & 1907), và phác thảo ra một viễn cảnh về Liên minh châu Âu.
Estournelles de Constant đã viết nhiều tác phẩm chính trị và lịch sử, thậm chí còn viết cả kịch bản sân khấu theo kiểu tài tử. Ngoài ra ông cũng viết bài thường xuyên cho vác báo Le Temps, La Revue de Paris và La Revue des deux mondes.
Kết hôn với Daisy Sedgwick-Berend, một phụ nữ Mỹ, ông cũng thường du hành sang Hoa Kỳ và viết về đất nước này.